# Donna Brown
Donna Brown est une artiste lyrique franco-canadienne.

## Biographie

### Enfance et formation
Donna Brown. Soprano est née à Renfrew le 15 février 1955.
Donna Brown a étudié le chant, le piano et la composition en privé à Ottawa, à l’Université McGill et auprès de Noémie Perugia à Paris. Elle a également étudié avec Randy Michaelson à Venise.

### Carrière
Elle commence sur scène en 1982 dans le rôle de Micaela dans le film de Peter Brook Tragédie de Carmen.